# Аксёнов, Анатолий Антонович
Анатолий Антонович Аксёнов (1918—1976) — советский колхозник, директор совхоза «Комсомолец» Кинельского района Куйбышевской области. Герой Социалистического Труда.

## Биография
Родился в деревне Варваровка Ефремовского уезда Тульской губернии в 1918 году. В 1938 году окончил сельскохозяйственный техникум. Был старшим агрономом колхозов «Волжская коммуна», им. Чапаева, «Каменный брод» Куйбышевской области. В 1945—1947 годах был главой Челно-Вершинского районного земельного отдела. В 1947 году был избран председателем Челно-Вершинского райисполкома. В 1950 году возглавил совхоз «Комсомолец». Проявил себя хорошим руководителем. За трудовые успехи был удостоен звания Героя Социалистического Труда.
Скончался 14 августа 1976 года, похоронен на городском кладбище Самары.